# Xanthippus corallipes
Xanthippus corallipes är en insektsart som först beskrevs av Samuel Stehman Haldeman 1852.  Xanthippus corallipes ingår i släktet Xanthippus och familjen gräshoppor. Inga underarter finns listade i Catalogue of Life.

## Bildgalleri

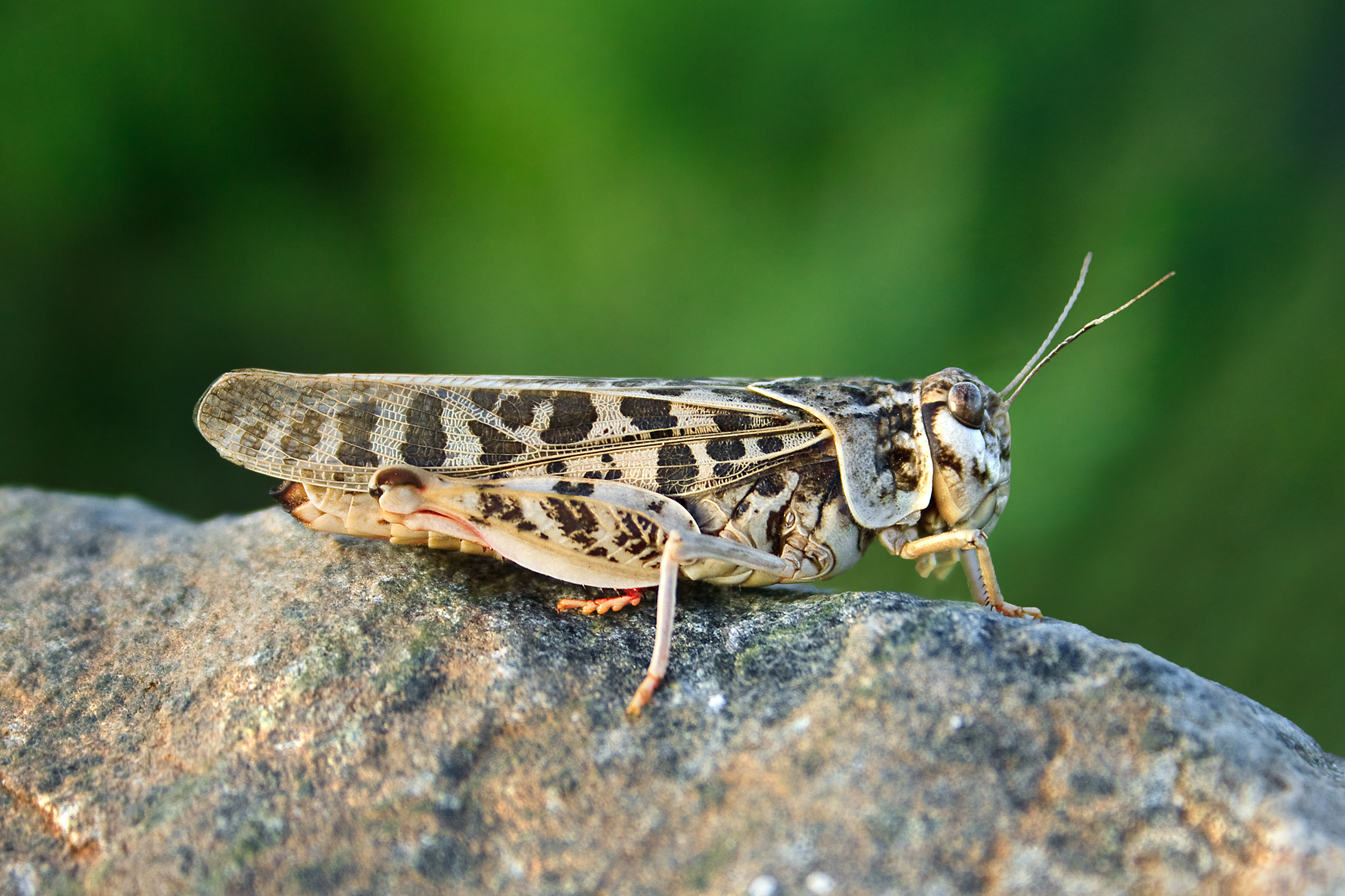